# Pervyj ėšelon
Pervyj ėšelon (Первый эшелон) è un film del 1955 diretto da Michail Konstantinovič Kalatozov.